# Abdallah ibn Dschahsch
Abdallah ibn Dschahsch, auch Abd Allah ibn Dschahsch (arabisch عبد الله بن جحش, DMG ʿAbd Allāh b. Ǧaḥš; * um 580; † 625), war ein früher Anhänger Mohammeds. Seine Mutter – eine Tante Mohammeds – war Umaima bint (Tochter des) Abd al-Muttalib. Seine Schwester, Zainab, wurde in Medina eine der Frauen Mohammeds. Er hatte zwei Brüder, Abu Ahmad und Ubaydullah. Mit Letzterem nahm er an der Migration nach Abessinien teil, als einige Anhänger Mohammeds aus Mekka flohen, um unter der Herrschaft des christlichen Negus Abessiniens Schutz vor den heidnischen Quraisch zu genießen, die die Muslime derweil in Mekka verfolgten. Sein Bruder konvertierte zum Christentum und verblieb in Abessinien bis zu seinem Tod. Abdullah hingegen kehrte nach Mekka zurück und migrierte später nach Yathrib (siehe Hidschra). Er führte im Januar 624 n. Chr. den ersten erfolgreichen Karawanenraubzug der Muslime bei Nachla, zwei Tälern zwischen Mekka und Ta'if an und nahm im März desselben Jahres auch an der Schlacht von Badr teil. Er wurde 625 n. Chr. in einem Alter zwischen 40 und 50 Jahren bei der Schlacht von Uhud getötet.